# Tinko Hempel
Tinko Hempel (* 18. Mai 1978 in Berlin) ist ein deutscher politischer Beamter (BSW). Er ist seit 2025 Staatssekretär im Ministerium der Finanzen und für Europa des Landes Brandenburg.

## Leben
Hempel legte 1997 das Abitur ab und leistete anschließend Zivildienst. Von 1997 bis 2006 studierte er Philosophie, Volkswirtschaftslehre und Politikwissenschaft. Von 2006 bis 2010 war er als wissenschaftlicher Mitarbeiter im Deutschen Bundestag tätig. 2011 wurde er an der Humboldt-Universität zu Berlin zum Dr. phil. promoviert. Von 2010 bis 2024 war er Referent für Haushaltspolitik der Fraktion Die Linke im Bundestag. Von 2024 bis 2025 war er Leitung der Abteilung Finanzen der Gruppe BSW im Bundestag.
Hempel war bis 2024 Mitglied der Partei Die Linke. Seit 2024 gehört er dem BSW an. Seit 2021 ist er Mitglied der Bezirksverordnetenversammlung des Berliner Bezirks Lichtenberg.
Am 21. Februar 2025 wurde Hempel unter Minister Robert Crumbach (BSW) zum Staatssekretär im Ministerium der Finanzen und für Europa des Landes Brandenburg ernannt.
Hempel hat zwei Kinder.

## Werke
- Die Emanzipation der reflektierenden Urteilskraft. Berlin 2011.